# Xã Van Buren, Quận St. Louis, Minnesota
Xã Van Buren (tiếng Anh: Van Buren Township) là một xã thuộc quận St. Louis, tiểu bang Minnesota, Hoa Kỳ. Năm 2010, dân số của xã này là 189 người.